# Отверстие (техника)

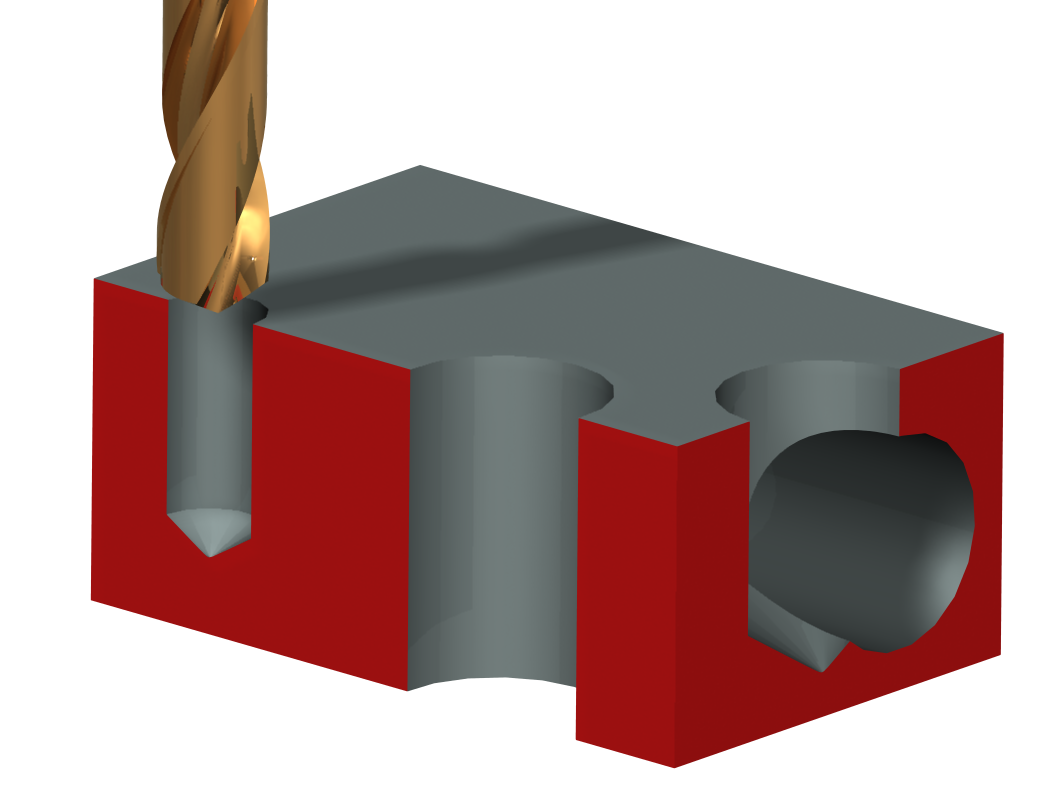
Типы отверстий:
Слева — несквозное (глухое)
Посередине — сквозное
Справа — сквозное прерывистое

Отве́рстие — термин, применяемый для обозначения полых внутренних элементов деталей и конструкций, выходящих на поверхность. В архитектуре большие отверстия в стенах и перекрытиях называются «проёмами» (дверной проём, оконный проём, монтажный проём, лестничный проём).

## Виды отверстий

Обозначение проема или отверстия, подлежащих пробивке в существующей стене, перегородке, покрытии, перекрытии

### По форме
- Цилиндрическое отверстие
  - Коническое отверстие
  - Фасонное (повторяющие форму фрезы)
- Нецилиндрическое отверстие
  - Квадратное[3]
  - Продолговатое[3]
  - Профильное (фрезерованием, или протягиванием оправки сложной формы)
- Ступенчатое отверстие (Цилиндрическое или нецилиндрическое)

### По проходимости сквозь тело детали
- Несквозное (глухое)
  - Глубокое
- Сквозное
  - Сквозное прерывистое

### По назначению
- Крепёжное — под болты, винты, шпильки, заклепки и др.
- Гладкое и ступенчатое (цилиндрическое) — для вращающихся объектов/станков
- Ответственное — для точного размещения деталей, с высоким квалитетом (не хуже 7)
- Технологическое — для техпроцессов при изготовлении детали: крепление при покраске, обеспечение правильного положения при металлообработке
- Облегчающее[англ.] — для уменьшения веса конструкции
- Дренажное и вентиляционное — для вывода жидкости и газа из конструкции, или для выравнивания внутреннего и наружного давлений, или для охлаждения конвекцией

## Обработка отверстий

- Сверление (A)
- Растачивание (B)
- Развёртывание (D)
- Зенкерование (C)
- Зенкование (G)
- Цекование (E,F)
- Дорнование
- Нарезка резьбы (H)